# MADS-box
MADS box è una sequenza ripetuta altamente conservata trovata all'interno di una famiglia di fattori di trascrizione, le proteine MADS-box. La lunghezza delle MADS-box riportata dai vari gruppi di ricerca varia in qualche maniera, ma la lunghezza tipica si aggira intorno alle 168 - 180 paia di basi.
 Questi geni appartengono ad un buon numero di cellule eucariote, sia animali, vegetali che funghi. hanno una grande importanza in fisiologia, poiché regolano diverse attività biologiche. Come tutti i fattori di trascrizione, i MADS-box interagiscono col DNA. Le proteine MADS-box posseggono un dominio di legame al DNA in zona N-terminale (lungo intorno ai 56 aminoacidi), ed in C-terminale (lungo 36 aminoacidi) al fine di un legame efficiente. Come nel caso di altri fattori di trascrizione, le proteine MADS-box necessitano a volte di unirsi in dimeri (formando omo o eterodimeri).

## Origine del nome
Il nome è generalmente un acronimo di riferimento dei geni in cui è stata trovata la sequenza:
- MCM1 del fungo Saccharomyces cerevisiae,
- AGAMOUS da Arabidopsis thaliana,
- DEFICIENS della Bocca di leone Antirrhinum majus,[5]
- SRF di Homo sapiens.

## Funzione
Gli elementi che posseggono MADS-box hanno un dominio di legame al DNA. Nelle piante, I geni MADS-box sono particolarmente diffusi insieme ad altri geni omeotici (come AGAMOUS e DEFICIENS) che partecipano all'organogenesi della foglia rispetto al Modello ABC di sviluppo fiorale.
In Arabidopsis thaliana per i geni MADS-box SOC1 e Flowering Locus C (FLC) è stato dimostrato il ruolo molecolare e metabolico nel controllo temporale dell'inflorescenza. Questi geni sono responsabili per il corretto timing nell'apertura del fiore, ed aiutano a garantire che il periodo fertile sia concomitante al periodo di massima capacità riproduttiva.